# Medal Chin (1842)
The China War Medal 1842 – pierwszy z medali kampanii brytyjskich ustanowiony przez Rząd Wielkiej Brytanii w celu nagradzania sił lądowych i morskich.

## Zasady nadawania
Medalem, oprócz sił lądowych i morskich nagradzano wszystkich biorących udział w jednej z 13 oddzielnych akcji podczas I wojny opiumowej.
Generalnie China War Medal był nadawany wszystkim, którzy służyli w jednej z poniższych operacji:
- na Rzece Perłowej w operacjach w roku 1841;
- Zhoushan w 1841 i 1842;
- Xiamen
- Ningbo
- Zhenhai
- Cixi
- Zhapu
- na rzece Wusong
- na rzece Jangcy
- podczas szturmu na Zhenjiang.

## Opis medalu
Awers: przedstawia popiersie królowej Wiktorii w diademie i inskrypcja VICTORIA REGINA.
Rewers: herb Armii Królewskiej z inskrypcją ARMIS EXPOSCERE PACIM i słowem CHINA 1842 pod spodem.